# Luiz Sergio Person
Luiz Sergio Person (São Paulo, 12 de fevereiro de 1936 — São Paulo, 7 de janeiro de 1976) foi um cineasta, roteirista e produtor brasileiro.

## Biografia
É conhecido sobretudo por ter dirigido dois importantes filmes do cinema brasileiro dos anos 1960, "São Paulo Sociedade Anônima .", um contundente retrato da alienação e do desespero do cidadão médio perante a emergente e aguda industrialização iniciada no final dos anos 50, e "O Caso dos Irmãos Naves", no qual usa um episódio verídico de injustiça e abuso de poder ocorrido durante o Estado Novo para traçar um paralelo com a repressão da ditadura militar da época, de forma crua e bastante corajosa. 
Também dirigiu a sátira "Panca de Valente", no qual tenta retomar um estilo próximo ao das chanchadas da Atlântida e o irreverente e talvez subestimado "Cassy Jones, o Magnífico Sedutor", uma delirante comédia urbana com toques da chanchada erótica ou pornochanchada, no qual se utiliza de vários estilos. Depois disso, decidiu enveredar pelo meio teatral, adquirindo o Auditório Augusta, no centro de São Paulo, e dirigindo espetáculos que obtiveram boa repercussão, como "Orquestra de Senhoritas", de Jean Anouilh e "Entre Quatro Paredes", de Jean Paul Sartre.
Morreu em um acidente automobilístico em 7 de janeiro de 1976, deixando duas filhas pequenas, Marina e Domingas Person, que futuramente se tornariam bem-sucedidas apresentadoras de televisão, sobretudo de programas musicais.

## Filmografia
- 1974 — Vicente do Rego Monteiro
- 1972 — Cassy Jones, o Magnífico Sedutor
- 1968 — Panca de Valente
- 1968 — Trilogia de Terror (episódio: A Procissão dos Mortos)
- 1967 — O Caso dos Irmãos Naves
- 1967 — Um Marido Barra-Limpa (não creditado)
- 1965 — São Paulo, Sociedade Anônima
- 1963 — II palazzo Doria Pamphil
- 1963 — L'ottimista sorridente (curta-metragem)
- 1962 — Al ladro (curta-metragem)